# Олексюк, Тамила Ярославовна
Олексюк Тамила Ярославовна (род. 23 января 1967, Кривой Рог, Днепропетровская область) — советская гандболистка. Заслуженный мастер спорта СССР (1988).

## Биография
Родилась 23 января 1967 года в городе Кривой Рог Днепропетровской области.
Училась в Киевском институте физической культуры. В 1983—1991 годах выступала за команду «Спартак» (Киев). Тренеры В. Осипов, И. Турчин.
В начале 1990-х годов выехала в Германию, где в 1993—1999 годах играла за клубы высшей и 2-й лиги.
После окончания спортивной карьеры находилась на тренерской работе, некоторое время тренировала детские группы.

## Спортивные достижения
- Чемпионка мира среди молодёжи (1985, 1987);
- Обладательница Кубка европейских чемпионов (1985, 1987, 1988);
- Чемпионка мира (Нидерланды, 1986; Южная Корея, 1990);
- Многократная чемпионка СССР.

## Награды
- Заслуженный мастер спорта СССР (1988).